# Charles Kao
Charles Kuen Kao (n. 4 noiembrie 1933, Shanghai, Republica Chineză – d. 23 septembrie 2018, Hong Kong, Republica Populară Chineză) a fost un inginer britanic de origine chineză, pionier al utilizării fibrei optice în telecomunicații și laureat al Premiului Nobel pentru Fizică în 2009 pentru realizări în ce privește transmisia luminii prin fibre pentru comunicații optice. Kao a primit jumătate din premiu, cealaltă jumătate fiind împărțită de Willard Boyle și George Smith.